# Radamel Falcao
Radamel Falcao García Zárate (Santa Marta, 10 februari 1986) - alias Radamel Falcao - is een Colombiaans voetballer die doorgaans als spits speelt. Hij tekende in juni 2024 bij Millonarios. Falcao debuteerde in 2005 in het Colombiaans voetbalelftal.

## Clubcarrière

### Lanceros Boyacá
Falcao maakte op 28 augustus 1999 zijn debuut in het eerste elftal van Lanceros Boyacá in de Categoría Primera B. Met zijn leeftijd van dertien jaar en honderdnegenennegentig dagen werd hij daarmee de jongste debutant in de geschiedenis van het Colombiaanse profvoetbal. Hij kwam uiteindelijk tot acht competitiewedstrijden (een doelpunt) in de hoofdmacht van de in 2000 opgeheven club.

### River Plate
Na een mislukte stage bij Millonarios verkaste Falcao in februari 2001 voor vijfhonderdduizend dollar naar River Plate in Argentinië. Hij speelde enkele jaren in de jeugdopleiding alvorens hij in 2005 zijn debuut in het eerste elftal maakte. Zijn prestaties bij River Plate bleven niet onopgemerkt en leverden hem zijn eerste uitnodiging op voor de Colombiaanse nationale ploeg. In juli 2009 werd Falcao voor circa zes miljoen euro verkocht aan FC Porto.

### FC Porto
Op 28 april 2011 scoorde Falcao in de heenwedstrijd van de halve finale in de UEFA Europa League vier keer voor Porto in een met 5–1 gewonnen wedstrijd tegen Villarreal CF. Met zijn zeventiende Europese treffer verbrak hij het seizoenrecord dat Jürgen Klinsmann in 1995/96 in dienst van FC Bayern München neerzette met twee treffers. Bovendien bezorgde hij FC Porto op 18 mei 2011 in Dublin de eindoverwinning in de finale tegen SC Braga (1–0).

### Atlético Madrid
Ter vervanging van de naar Manchester City verkaste Argentijn Sergio Agüero nam Atlético Madrid Falcao in augustus 2011 voor veertig miljoen euro over van FC Porto. Op 9 mei 2012 scoorde hij onder meer in Boekarest de eerste twee doelpunten in de met 3–0 gewonnen finale van de UEFA Europa League tegen Athletic Bilbao. Zo eindigde hij met twaalf doelpunten voor het tweede jaar op rij als topschutter in de UEFA Europa League. Tijdens zijn eerste seizoen maakte hij vierentwintig doelpunten uit vierendertig competitiewedstrijden in de Primera División. Op 31 augustus 2012 scoorde Falcao drie doelpunten in de eerste helft van de met 1–4 gewonnen wedstrijd om de UEFA Super Cup tegen Chelsea in het Stade Louis II van AS Monaco. Tijdens zijn tweede seizoen verbeterde Falcao met achtentwintig doelpunten in vierendertig wedstrijden zijn doelpuntenproductie in competitieverband, waardoor hij bezig was aan het meest trefzekere jaar uit zijn carrière tot dan. In negentig officiële wedstrijden voor Los Rojiblancos scoorde de Colombiaan uiteindelijk zeventig keer.

### AS Monaco
Op 28 mei 2013 werd bekendgemaakt dat Falcao de overstap maakte naar AS Monaco. Voor de transfer werd een recordbedrag van circa zevenenvijftig miljoen euro overgemaakt aan Atlético Madrid. Dit maakte Falcao de duurste aankoop uit de historie van de Ligue 1.
Bij het sportcomplex in Fontvieille tekende Falcao op 31 mei 2013 een contract van vijf jaar bij Monaco, waar de spits tien miljoen euro netto per jaar ging verdienen. Falcao was, na João Moutinho, James Rodriguez en Ricardo Carvalho, de vierde speler die deel kwam uitmaken van het nieuw te vormen sterrenensemble van de Monegasken. Nadat de transfer was afgerond, vertelde AS Monaco-trainer Claudio Ranieri dat hij van plan was een team te bouwen rondom zijn kersverse aankoop, Radamel Falcao.
AS Monaco verhuurde Falcao op 1 september 2014 voor circa zeveneneenhalf miljoen euro een jaar aan Manchester United. Dat kreeg daarbij een optie om hem aan het einde van het seizoen voor circa vijfenvijftig miljoen euro definitief over te nemen. Manchester United bracht in mei 2015 naar buiten geen gebruik te maken van deze optie. Monaco verhuurde Falcao gedurende het seizoen 2015/16 aan Chelsea, de kampioen van de Premier League in het voorgaande seizoen. Ook dat kreeg daarbij een optie tot koop.

### Galatasaray
Op 2 september 2019 vertrok Falcao transfervrij voor twee seizoenen naar Galatasaray. Tijdens zijn periode daar werd hij vooral geplaagd door blessures, waardoor hij in twee seizoenen tot slechts 33 wedstrijden kwam. Hij miste maar liefst 55 wedstrijden door blessures. Op de laatste dag van de transferperiode in de zomer van 2021 kwam hij samen met de clubleiding tot een akkoord om zijn contract te laten ontbinden.

### Rayo Vallecano
Op 4 september 2021 tekende Falcao voor La Liga-club Rayo Vallecano. Falcao koos voor rugnummer 3 een onbekend nummer dat vooral door verdedigers wordt gedragen en dat traditioneel niet wordt geassocieerd met aanvallers. Hij besloot dat shirt te dragen om zijn overleden vader Radamel García te eren, die als verdediger speelde en meestal met dat rugnummer speelde. Hij maakte zijn debuut met Rayo in een thuiswedstrijd tegen Getafe CF op 18 september 2021 waarbij hij één doelpunt scoorde in een 3-0 overwinning. Falcao scoorde het enige doelpunt in een beroemde competitieoverwinning op Barcelona op 27 oktober. Het resultaat leidde tot het ontslag van Barcelona manager Ronald Koeman.

### Millonarios
Op 20 juni 2024 keerde Falcao terug naar Colombia en sloot zich aan bij Millonarios.
Op 1 september 2024 scoorde Falcao zijn eerste competitiedoelpunt voor zijn club tegen Patriotas. 
Op 21 januari 2025 liet Millonarios weten dat Falcao's contract met de club niet zou worden verlengd ondanks de bereidheid van beide partijen om te verlengen, aangezien er geen deal kon worden bereikt om de belastingverplichtingen van de speler (inkomsten- en vermogensbelasting) te compenseren. 
Een week later bevestigde de club dat Falcao uiteindelijk zijn contract met nog eens zes maanden verlengde.

## Clubstatistieken

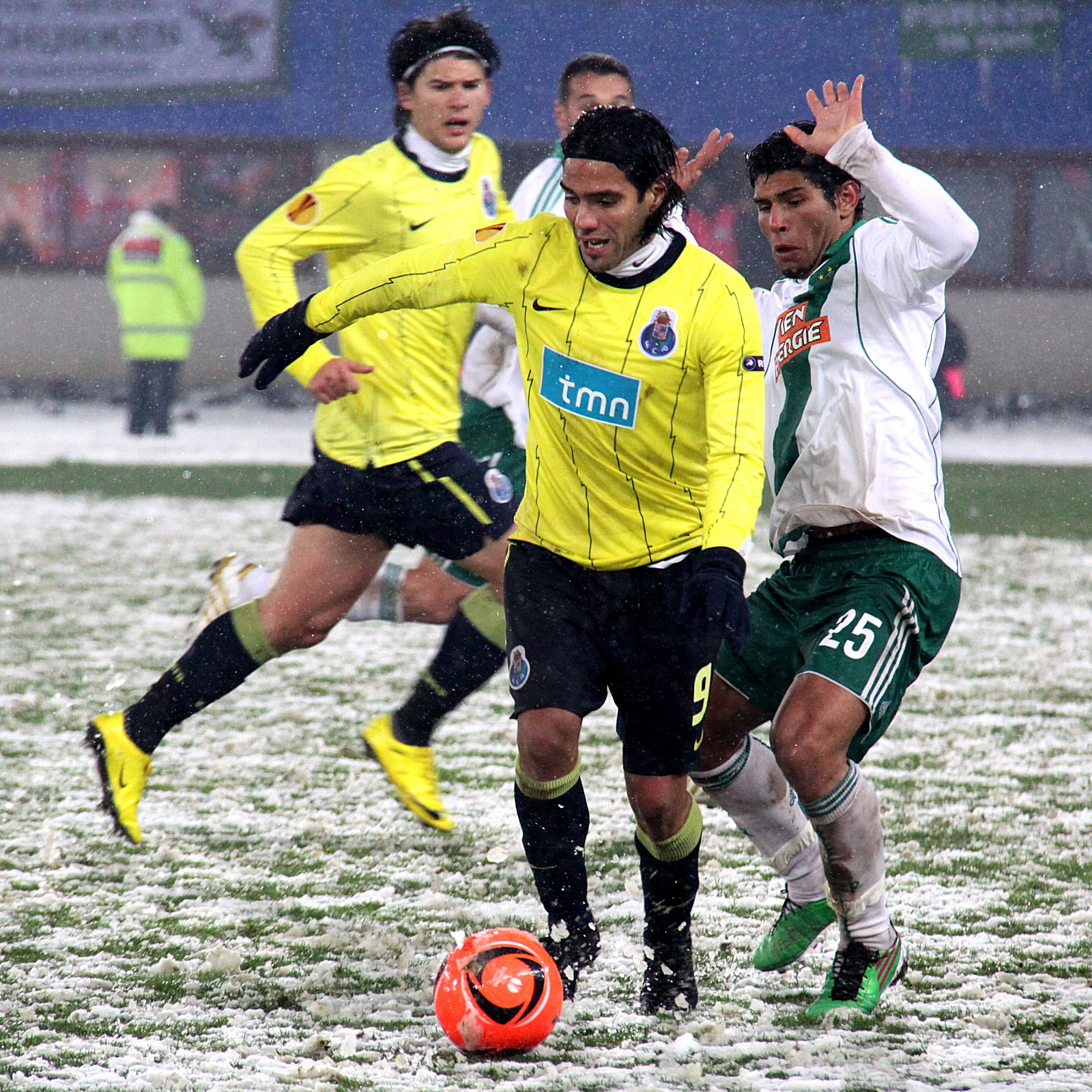
Falcao aan de bal voor FC Porto in de UEFA Europa League, het toernooi waarvan hij twee seizoenen achter elkaar winnaar en topscorer werd.

| Seizoen         | Club                | Competitie          | Competitie | Competitie | Beker | Beker | Internationaal | Internationaal | Totaal | Totaal |
| Seizoen         | Club                | Competitie          | Wed.       | Dlp.       | Wed.  | Dlp.  | Wed.           | Dlp.           | Wed.   | Dlp.   |
| --------------- | ------------------- | ------------------- | ---------- | ---------- | ----- | ----- | -------------- | -------------- | ------ | ------ |
| 2005/06         | River Plate         | Primera División    | 11         | 7          | 0     | 0     | 0              | 0              | 11     | 7      |
| 2006/07         | River Plate         | Primera División    | 20         | 3          | 0     | 0     | 0              | 0              | 20     | 3      |
| 2007/08         | River Plate         | Primera División    | 27         | 11         | 0     | 0     | 12             | 8              | 39     | 19     |
| 2008/09         | River Plate         | Primera División    | 32         | 13         | 0     | 0     | 3              | 3              | 35     | 16     |
| Club totaal     | Club totaal         | Club totaal         | 90         | 34         | 0     | 0     | 15             | 11             | 112    | 45     |
| 2009/10         | FC Porto            | Primeira Liga       | 28         | 25         | 5     | 5     | 8              | 4              | 41     | 34     |
| 2010/11         | FC Porto            | Primeira Liga       | 22         | 16         | 3     | 3     | 16             | 18             | 41     | 37     |
| 2011/12         | FC Porto            | Primeira Liga       | 1          | 0          | 0     | 0     | 0              | 0              | 1      | 0      |
| Club totaal     | Club totaal         | Club totaal         | 51         | 41         | 8     | 8     | 24             | 22             | 87     | 72     |
| 2011/12         | Atlético Madrid     | Primera División    | 34         | 24         | 1     | 0     | 15             | 12             | 50     | 36     |
| 2012/13         | Atlético Madrid     | Primera División    | 33         | 28         | 4     | 2     | 2              | 1              | 39     | 31     |
| Club totaal     | Club totaal         | Club totaal         | 67         | 52         | 5     | 2     | 17             | 13             | 91     | 70     |
| 2013/14         | AS Monaco           | Ligue 1             | 17         | 9          | 2     | 2     | -              | -              | 19     | 11     |
| 2014/15         | AS Monaco           | Ligue 1             | 3          | 2          | 0     | 0     | -              | -              | 3      | 2      |
| Club totaal     | Club totaal         | Club totaal         | 20         | 11         | 2     | 2     | 0              | 0              | 22     | 13     |
| 2014/15         | → Manchester United | Premier League      | 26         | 4          | 3     | 0     | -              | -              | 29     | 4      |
| Club totaal     | Club totaal         | Club totaal         | 26         | 4          | 3     | 0     | 0              | 0              | 29     | 4      |
| 2015/16         | → Chelsea           | Premier League      | 10         | 1          | 1     | 0     | 0              | 0              | 11     | 1      |
| Club totaal     | Club totaal         | Club totaal         | 10         | 1          | 1     | 0     | 0              | 0              | 12     | 1      |
| 2016/17         | AS Monaco           | Ligue 1             | 29         | 21         | 4     | 2     | 10             | 7              | 43     | 30     |
| 2017/18         | AS Monaco           | Ligue 1             | 26         | 18         | 4     | 3     | 5              | 3              | 35     | 24     |
| 2018/19         | AS Monaco           | Ligue 1             | 33         | 15         | 1     | 1     | 5              | 0              | 39     | 16     |
| Club totaal1    | Club totaal1        | Club totaal1        | 108        | 65         | 11    | 8     | 20             | 10             | 140    | 83     |
| 2019/20         | Galatasaray         | Süper Lig           | 16         | 10         | 3     | 1     | 3              | 0              | 19     | 11     |
| 2020/21         | Galatasaray         | Süper Lig           | 17         | 9          | 1     | 0     | 1              | 0              | 19     | 9      |
| 2021/22         | Galatasaray         | Süper Lig           | 1          | 0          | 0     | 0     | 1              | 0              | 3      | 0      |
| Club totaal1    | Club totaal1        | Club totaal1        | 34         | 19         | 4     | 1     | 5              | 0              | 43     | 20     |
| 2021/22         | Rayo Vallecano      | Primera División    | 22         | 6          | 3     | 0     | -              | -              | 25     | 6      |
| 2022/23         | Rayo Vallecano      | Primera División    | 27         | 2          | 2     | 0     | -              | -              | 29     | 2      |
| 2023/24         | Rayo Vallecano      | Primera División    | 22         | 1          | 4     | 3     | -              | -              | 26     | 4      |
| Club totaal     | Club totaal         | Club totaal         | 71         | 9          | 9     | 3     | -              | -              | 80     | 12     |
| 2024            | Millonarios         | Categoría Primera A | 16         | 5          | 0     | 0     | -              | -              | 16     | 5      |
| 2025            | Millonarios         | Categoría Primera A | 4          | 1          | 0     | 0     | -              | -              | 4      | 1      |
| Club totaal     | Club totaal         | Club totaal         | 20         | 6          | 0     | 0     | -              | -              | 20     | 6      |
| Carrière totaal | Carrière totaal     | Carrière totaal     | 489        | 238        | 38    | 19    | 88             | 56             | 622    | 314    |

1 N.B. Dit betreft een clubtotaal, dus een totaal van beide periodes bij AS Monaco

## Interlandcarrière
Falcao speelde meerdere interlands in Colombiaanse nationale jeugdselecties. Hij maakte deel uit van de Colombiaanse selectie die in 2005 deelnam aan het WK -20 in Nederland. Daar verloor de ploeg van bondscoach Eduardo Lara in de achtste finales van de latere kampioen Argentinië -20 (2-1). Falcao debuteerde in 2005 in het Colombiaans voetbalelftal. Hij scheurde op woensdag 22 januari 2014 een kruisband in zijn linkerknie in een met 3-0 gewonnen bekerwedstrijd van AS Monaco tegen Monts d'Or Azergues Foot. Hij miste daardoor het WK voetbal 2014 in Brazilië.
Falcao maakte in 2018 wel deel uit van de Colombiaanse WK-selectie, die zich dankzij de vierde plaats in de CONMEBOL-kwalificatiezone rechtstreeks had geplaatst voor de WK-eindronde in Rusland. Daar begon Colombia met een enigszins verrassende nederlaag tegen het lager ingeschatte Japan (1-2), waarna de ploeg in de resterende twee groepswedstrijden te sterk was voor Polen (3-0) en Senegal (1-0). In de achtste finales echter werden de Colombianen na strafschoppen uitgeschakeld door Engeland (3-4), nadat beide teams in de reguliere speeltijd waren bleven steken op 1-1 door treffers van de Engelse topschutter Harry Kane (rake strafschop in de 57ste minuut) en een doeltreffende kopbal van verdediger Yerry Mina in blessuretijd. Carlos Bacca miste zijn inzet vanaf elf meter, net als Mateus Uribe. Falcao, aanvoerder van de Colombiaanse WK-equipe, kwam in alle vier duels in actie voor Colombia en scoorde één keer voor zijn vaderland.
| Interlands van Radamel Falcao voor Colombia | Interlands van Radamel Falcao voor Colombia | Interlands van Radamel Falcao voor Colombia | Interlands van Radamel Falcao voor Colombia | Interlands van Radamel Falcao voor Colombia | Interlands van Radamel Falcao voor Colombia | Interlands van Radamel Falcao voor Colombia |
| №                                           | Datum                                       | Wedstrijd                                   | Uitslag                                     | Soort wedstrijd                             | Doelpunten                                  |                                             |
| Als speler bij River Plate                  | Als speler bij River Plate                  | Als speler bij River Plate                  | Als speler bij River Plate                  | Als speler bij River Plate                  | Als speler bij River Plate                  | Als speler bij River Plate                  |
| ------------------------------------------- | ------------------------------------------- | ------------------------------------------- | ------------------------------------------- | ------------------------------------------- | ------------------------------------------- | ------------------------------------------- |
| 1                                           | 5 juni 2007                                 | Japan - Colombia                            | 0 - 0                                       | Vriendschappelijk                           | 0                                           |                                             |
| 2                                           | 23 augustus 2007                            | Mexico - Colombia                           | 0 - 1                                       | Vriendschappelijk                           | 0                                           |                                             |
| 3                                           | 14 oktober 2007                             | Brazilië - Colombia                         | 0 - 0                                       | WK-Kwalificatie                             | 0                                           |                                             |
| 4                                           | 17 november 2007                            | Venezuela - Colombia                        | 1 - 0                                       | WK-kwalificatie                             | 0                                           |                                             |
| 5                                           | 3 juni 2008                                 | Frankrijk - Colombia                        | 1 - 0                                       | Vriendschappelijk                           | 0                                           |                                             |
| Als speler bij FC Porto                     |                                             |                                             |                                             |                                             |                                             |                                             |
| 6                                           | 7 september 2008                            | Colombia - Uruguay                          | 0 - 1                                       | WK-kwalificatie                             | 0                                           |                                             |
| 7                                           | 20 november 2008                            | Colombia - Nigeria                          | 1 - 0                                       | Vriendschappelijk                           | 1                                           |                                             |
| 8                                           | 11 februari 2009                            | Colombia - Haïti                            | 2 - 0                                       | Vriendschappelijk                           | 0                                           |                                             |
| 9                                           | 23 maart 2009                               | Colombia - Bolivia                          | 2 - 0                                       | WK-kwalificatie                             | 0                                           |                                             |
| 10                                          | 1 april 2009                                | Venezuela - Colombia                        | 2 - 0                                       | WK-kwalificatie                             | 0                                           |                                             |
| 11                                          | 6 juni 2009                                 | Argentinië - Colombia                       | 1 - 0                                       | WK-kwalificatie                             | 0                                           |                                             |
| 12                                          | 11 juni 2009                                | Colombia - Peru                             | 1 - 0                                       | WK-kwalificatie                             | 1                                           |                                             |
| 13                                          | 12 augustus 2009                            | Colombia - Venezuela                        | 1 - 2                                       | Vriendschappelijk                           | 0                                           |                                             |
| 14                                          | 5 september 2009                            | Colombia - Ecuador                          | 2 - 0                                       | WK-kwalificatie                             | 0                                           |                                             |
| 15                                          | 11 oktober 2009                             | Colombia - Chili                            | 2 - 4                                       | WK-kwalificatie                             | 0                                           |                                             |
| 16                                          | 15 oktober 2009                             | Paraguay - Colombia                         | 0 - 2                                       | WK-kwalificatie                             | 0                                           |                                             |
| 17                                          | 4 september 2010                            | Venezuela - Colombia                        | 0 - 2                                       | Vriendschappelijk                           | 0                                           |                                             |
| 18                                          | 8 september 2010                            | Mexico - Colombia                           | 1 - 0                                       | Vriendschappelijk                           | 0                                           |                                             |
| 19                                          | 8 oktober 2010                              | Ecuador - Colombia                          | 0 - 1                                       | Vriendschappelijk                           | 1                                           |                                             |
| 20                                          | 13 oktober 2010                             | Verenigde Staten - Colombia                 | 0 - 0                                       | Vriendschappelijk                           | 0                                           |                                             |
| 21                                          | 2 juli 2011                                 | Colombia - Costa Rica                       | 1 - 0                                       | Copa América 2011                           | 0                                           |                                             |
| 22                                          | 7 juli 2011                                 | Argentinië - Colombia                       | 0 - 0                                       | Copa América 2011                           | 0                                           |                                             |
| 23                                          | 10 juli 2011                                | Colombia - Bolivia                          | 2 - 0                                       | Copa América 2011                           | 2                                           |                                             |
| 24                                          | 16 juli 2011                                | Colombia - Peru                             | 0 - 2                                       | Copa América 2011                           | 0                                           |                                             |
| Als speler bij Atlético Madrid              |                                             |                                             |                                             |                                             |                                             |                                             |
| 25                                          | 7 september 2011                            | Colombia - Jamaica                          | 2 - 0                                       | Vriendschappelijk                           | 0                                           |                                             |
| 26                                          | 11 oktober 2011                             | Bolivia - Colombia                          | 1 - 2                                       | WK-kwalificatie                             | 1                                           |                                             |
| 27                                          | 1 maart 2012                                | Mexico - Colombia                           | 0 - 2                                       | Vriendschappelijk                           | 1                                           |                                             |
| 28                                          | 4 juni 2012                                 | Peru - Colombia                             | 0 - 1                                       | WK-kwalificatie                             | 0                                           |                                             |
| 29                                          | 10 juni 2012                                | Ecuador - Colombia                          | 1 - 0                                       | WK-kwalificatie                             | 0                                           |                                             |
| 30                                          | 7 september 2012                            | Colombia - Uruguay                          | 4 - 0                                       | WK-kwalificatie                             | 1                                           |                                             |
| 31                                          | 11 september 2012                           | Chili - Colombia                            | 1 - 3                                       | WK-kwalificatie                             | 1                                           |                                             |
| 32                                          | 12 oktober 2012                             | Colombia - Paraguay                         | 2 - 0                                       | WK-kwalificatie                             | 2                                           |                                             |
| 33                                          | 15 november 2012                            | Brazilië - Colombia                         | 1 - 1                                       | Vriendschappelijk                           | 0                                           |                                             |
| 34                                          | 22 maart 2013                               | Colombia - Bolivia                          | 5 - 0                                       | WK-kwalifidatie                             | 1                                           |                                             |
| 35                                          | 27 maart 2013                               | Venezuela - Colombia                        | 1 - 0                                       | WK-kwalificatie                             | 0                                           |                                             |
| 36                                          | 8 juni 2013                                 | Argentinië - Colombia                       | 0 - 0                                       | WK-kwalificatie                             | 0                                           |                                             |
| 37                                          | 11 juni 2013                                | Colombia - Peru                             | 2 - 0                                       | WK-kwalificatie                             | 1                                           |                                             |
| Als speler bij AS Monaco                    |                                             |                                             |                                             |                                             |                                             |                                             |
| 38                                          | 7 september 2013                            | Colombia - Ecuador                          | 1 - 0                                       | WK-kwalificatie                             | 0                                           |                                             |
| 39                                          | 11 september 2013                           | Uruguay - Colombia                          | 2 - 0                                       | WK-kwalificatie                             | 0                                           |                                             |
| 40                                          | 11 oktober 2013                             | Colombia - Chili                            | 3 - 3                                       | WK-kwalificatie                             | 2                                           |                                             |
| 41                                          | 14 november 2013                            | België - Colombia                           | 0 - 2                                       | Vriendschappelijk                           | 1                                           |                                             |
| 42                                          | 19 november 2013                            | Nederland - Colombia                        | 0 - 0                                       | Vriendschappelijk                           | 0                                           |                                             |
| Als speler bij Manchester United            |                                             |                                             |                                             |                                             |                                             |                                             |
| 43                                          | 6 september 2014                            | Brazilië - Colombia                         | 1 - 0                                       | Vriendschappelijk                           | 0                                           |                                             |
| 44                                          | 11 oktober 2014                             | Colombia - El Salvador                      | 3 - 0                                       | Vriendschappeijk                            | 1                                           |                                             |
| 45                                          | 15 oktober 2014                             | Canada - Colombia                           | 0 - 1                                       | Vriendschappelijk                           | 0                                           |                                             |
| 46                                          | 26 maart 2015                               | Bahrein - Colombia                          | 0 - 6                                       | Vriendschappelijk                           | 2                                           |                                             |
| 47                                          | 29 maart 2015                               | Koeweit - Colombia                          | 1 - 3                                       | Vriendschappelijk                           | 1                                           |                                             |
| 48                                          | 6 juni 2015                                 | Colombia - Costa Rica                       | 1 - 0                                       | Vriendschappelijk                           | 1                                           |                                             |
| 49                                          | 14 juni 2015                                | Colombia - Venezuela                        | 0 - 1                                       | Copa América 2015                           | 0                                           |                                             |
| 50                                          | 18 juni 2015                                | Brazilië - Colombia                         | 0 - 1                                       | Copa América 2015                           | 0                                           |                                             |
| 51                                          | 21 juni 2015                                | Colombia - Peru                             | 0 - 0                                       | Copa América 2015                           | 0                                           |                                             |
| 52                                          | 27 juni 2015                                | Argentinië - Colombia                       | 5 - 4 n.s.                                  | Copa América 2015                           | 0                                           |                                             |
| Als speler bij Chelsea                      |                                             |                                             |                                             |                                             |                                             |                                             |
| 53                                          | 8 oktober 2015                              | Colombia - Peru                             | 2 - 0                                       | WK-kwalificatie                             | 0                                           |                                             |
| 54                                          | 14 oktober 2015                             | Uruguay - Colombia                          | 3 - 0                                       | WK-kwalificatie                             | 0                                           |                                             |
| Als speler bij AS Monaco                    |                                             |                                             |                                             |                                             |                                             |                                             |
| 55                                          | 10 november 2016                            | Colombia - Chili                            | 0 - 0                                       | WK-kwalificatie                             | 0                                           |                                             |
| 56                                          | 16 november 2016                            | Argentinië - Colombia                       | 3 - 0                                       | WK-kwalificatie                             | 0                                           |                                             |
| 57                                          | 7 juni 2017                                 | Spanje - Colombia                           | 2 - 2                                       | Vriendschappelijk                           | 1                                           |                                             |
| 58                                          | 31 augustus 2017                            | Venezuela - Colombia                        | 0 - 0                                       | WK-kwalificatie                             | 0                                           |                                             |
| 59                                          | 5 september 2017                            | Colombia - Brazilië                         | 1 - 1                                       | WK-kwalificatie                             | 1                                           |                                             |
| 60                                          | 6 oktober 2017                              | Colombia - Paraguay                         | 1 - 2                                       | WK-kwalificatie                             | 1                                           |                                             |

## Erelijst

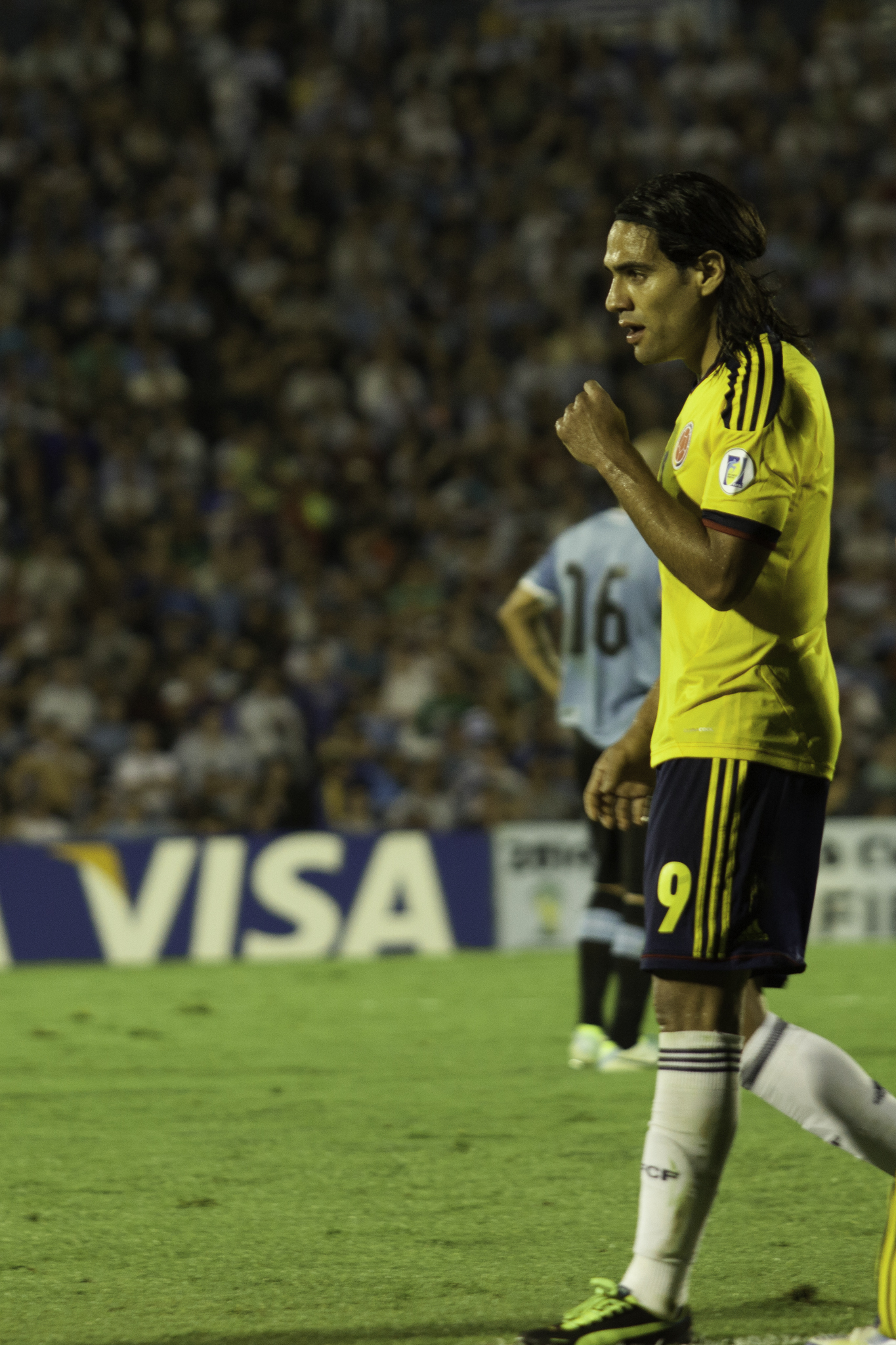
Falcao met Colombia tijdens een WK-kwalificatiewedstrijd in en tegen Uruguay (2-0-nederlaag) in september 2013.

| Competitie                    |             |                  |             |             |
| Competitie                    | Aantal      | Jaren            |             |             |
| River Plate                   | River Plate | River Plate      | River Plate | River Plate |
| ----------------------------- | ----------- | ---------------- | ----------- | ----------- |
| Primera División              | 1x          | 2007/08 Clausura |             |             |
| FC Porto                      |             |                  |             |             |
| UEFA Europa League            | 1x          | 2010/11          |             |             |
| Primeira Liga                 | 1x          | 2010/11          |             |             |
| Taça de Portugal              | 2x          | 2009/10, 2010/11 |             |             |
| Supertaça Cândido de Oliveira | 2x          | 2010, 2011       |             |             |
| Atlético Madrid               |             |                  |             |             |
| UEFA Europa League            | 1x          | 2011/12          |             |             |
| UEFA Super Cup                | 1x          | 2012             |             |             |
| Copa del Rey                  | 1x          | 2012/13          |             |             |
| AS Monaco                     |             |                  |             |             |
| Ligue 1                       | 1x          | 2016/17          |             |             |

| Competitie                     | Winnaar           | Winnaar           | Runner-up         | Runner-up         | Derde             | Derde             |
| Competitie                     | Aantal            | Jaren             | Aantal            | Jaren             | Aantal            | Jaren             |
| Colombia onder 20              | Colombia onder 20 | Colombia onder 20 | Colombia onder 20 | Colombia onder 20 | Colombia onder 20 | Colombia onder 20 |
| ------------------------------ | ----------------- | ----------------- | ----------------- | ----------------- | ----------------- | ----------------- |
| CONMEBOL Sudamericano onder 20 | 1x                | 2005              |                   |                   |                   |                   |

## Persoonlijk
Op 12 december 2007 trouwde Falcao met Lorelei Tarón een Argentijnse zangeres en model. Samen hebben ze 5 kinderen.
Falcao's vader Radamel García (1957-2019) was eveneens profvoetballer en vertegenwoordigde Colombia op de Olympische Spelen van 1980 in Moskou. Deze vernoemde zijn zoon naar de Braziliaanse voetballer Paulo Roberto Falcão.
Falcao staat bekend als een toegewijd christen.

## Trivia
- Falcao staat op de Franse cover van het spel Pro Evolution Soccer 2019 naast Philippe Coutinho.[20]